# جزء شينيني
جزء الشنيني هو وحدة طبقية جيولوجية في تكوين عين القوطار في تونس، والتي يعُود تاريخ طبقاتها إلى أواخر المرحلة الأبتية وحتى أوائل المرحلة الألبية من العصر الطباشيري. يتكون علم الصخور من أحجار رملية خشنة مع تكتلات عرضية وأحجار طينية. كانت بقايا الديناصورات من بين الحفريات التي تم انتشالها من التكوين. 

## الحيوانات القديمة الفقارية
كان جزء الشنيني خلال فترة العصر الطباشيري المبكر موطنًا شبيهًا بالسبخة مع وجود المستنقعات ووفرة من المياه. من أشهر اكتشافات الديناصورات التي تم إجراؤها هنا كاركاردونتوصور وسبينوصور.
- كاركاردونتوصور ساهاريكوس[4]
- سبينوصور ،ايجيبتياكوس[5]
- سوروبود [4]
- إيغوانودونت[4]
- أورنيثوكيريات[6]